# Драгољуб Живојиновић
Драгољуб Р. Живојиновић (Врање, 17. април 1934 — Београд, 4. фебруар 2016) био је српски историчар, универзитетски професор и академик САНУ.
Завршио је Филозофски факултет у Београду (1959); постдипломске студије на Универзитету Пенсилваније, (1963); докторат на Универзитету Пенсилваније, (1966); постдокторски рад на Универзитету Харвард (1972). Био је редовни је професор на Филозофском факултету.

## Признања и награде
- Орден за заслуге према Републици Италији (1971);
- Орден заслуга за народ са сребрним зрацима (1989).
- БИГЗ-ова награда за научно дело (1995);
- Награда „Светозар Милетић (1995);
- Награда за животно дело „Владимир Ћоровић“ (2004);
- Орден Светог Саве 2. степена (СПЦ) (2014);[3]

## Изабрани радови
Важније монографије:
- Živojinović, Dragoljub R. (1970). Amerika, Italija i postanak Jugoslavije 1917-1919. Beograd: Naučna knjiga.
- D. Živojinović, Vatikan i prvi svetski rat 1914-1918, Beograd-Cetinje 1978.
- Д. Живојиновић, Ватикан и Први светски рат 1914-1918, Београд 1996, 2. доп. изд.
- D. Živojinović, The United States and the Vatican Policies 1914-1918, Boulder 1978.
- D. Živojinović, Vatikan, Srbija i stvaranje jugoslovenske države 1914-1920, Beograd 1980.
- Д. Живојиновић, Ватикан, Србија и стварање југословенске државе 1914-1920, Београд 1995, 2. доп. изд.
- Д. Живојиновић, Европа и Дубровник у 17. и 18. веку: студије и расправе, Београд 2008.
- Д. Живојиновић, Ватикан, Католичка црква и југословенска власт 1941-1958, Београд 1994.
- D. Živojinović, Vatikan, Katolička crkva i jugoslovenska vlast : 1941-1958, Beograd 2007, 2. доп. изд.
- Д. Живојиновић, Црна Гора у борби за опстанак 1914-1922, Београд 1996.
- Д. Живојиновић, Италија и Црна Гора 1914-1925: студија о изневереном савезништву, Београд 1998.
- Д. Живојиновић, Српска православна црква и нова власт 1944-1950, Србиње, Београд, Ваљево, Минхен 1998.
- Д. Живојиновић, Невољни савезници: Русија, Француска, Велика Британија, САД 1914-1918, Београд 2000.
- Д. Живојиновић, Крај Краљевине Црне Горе: мировна конференција и после 1918-1921, Београд 2002.
- Д. Живојиновић, Невољни ратници: велике силе и Солунски фронт 1914-1918, Београд 2008.
- Д. Живојиновић, Невољни ратници: велике силе и Солунски фронт 1914-1918, Београд 2010, 2. изд.
- Д. Живојиновић, У потрази за заштитником : студије о српско-америчким везама 1878-1920. године, Београд 2010.
- Д. Живојиновић, Надмени савезник и занемарено српство: британско-српски односи (1875-1941), Београд 2011.
- Д. Живојиновић, "La Dalmazia o morte" : италијанска окупација југословенских земаља 1918-1923. године, Београд 2012.
- Д. Живојиновић, Ватикан у балканском вртлогу: студије и расправе, Београд 2012.
- Д. Живојиновић, Ватикан и Први светски рат. 1. Надметање у борби за мир: Сједињене Америчке Државе и политика Свете столице 1914-1918, Београд 2013.
- Д. Живојиновић, Ватикан и Први светски рат. 2. Крах старог поретка : европски рат, Београд 2013.
- Д. Живојиновић, Ватикан и Први светски рат. 3. Србија на удару : стварање југословенске државе, Београд 2013.
- Д. Живојиновић, У потрази за империјом: Италија и Балкан почетком XX века: студије и расправе, Београд 2013.

Важнији коауторски радови:
- Živojinović, Dragoljub R.; Lučić, Dejan V. (1988). Varvarstvo u ime Hristovo: Prilozi za Magnum Crimen. Beograd: Nova knjiga.
- Živojinović, Dragoljub R.; Lučić, Dejan V. (2000). Varvarstvo u ime Hristovo: Vatikanska kandža. 1. Zrenjanin: Ekopres.
- Živojinović, Dragoljub R.; Lučić, Dejan V. (2001). Varvarstvo u ime Hristovo: Vatikan - giljotina za Srbe. 2. Zrenjanin: Ekopres.

Остали радови:
- Д. Живојиновић, Јадранско питање у периоду између потписивања примирја са Аустро-Угарском и почетка Париске мировне конференције, 1919. године, Зборник Филозофског факултета, Х / 1, Београд 1968, 431-456.
- Д. Живојиновић, Вилсон, Италија и Четрнаест тачака на међусавезничкој конференцији у Паризу (29. октобар - 3. новембар 1918), Историјски часопис, 16-17 (1966-1967), Београд 1970, 55-77.
- Д. Живојиновић, Велика Британија и Рапалски уговор 1920. године, Историјски часопис, 18 (1971), Београд, 393-416.
- Д. Живојиновић, Покушај "атентата" на краља Николу 1918. године, Историјски часопис, 19 (1972), Београд, 303-315.
- Д. Живојиновић, Сан Ђулијано и италијанске претензије на Јадрану на почетку светског рата 1914-1918. године, Историјски часопис, 20 (1973), Београд, 307-317.
- Д. Живојиновић, Савезници и капитулација Црне Горе 1915-1916. године, Историјски часопис, 21 (1974), Београд, 187-224.
- D. Živojinović, Sveta stolica i stvaranje jugoslovenske države 1914-1918, у: Politički život Jugoslavije 1914-1945, Beograd 1974, 223-274.
- Д. Живојиновић, Један докуменат о католичкој цркви и уједињењу Југославије (1917), Историјски гласник, 1-2, Београд 1975, 145-160.
- Д. Живојиновић, Југословенске земље у политици Сједињених Америчких Држава до 1918. године, Зборник Матице српске за историју, 29, Нови Сад 1984, 49-68.
- Д. Живојиновић, Дневник адмирала Ернеста Трубриџа као извор за српско-британске односе у 1918. години, у: Србија 1918. године и стварање југословенске државе, Београд 1989, 141-153.
- Д. Живојиновић, Радован Самарџић (1922-1994), Зборник Филозофског факултета, 18, Београд 1994, 1-7.
- Д. Живојиновић, Банат у преговорима Савезника и Румуније 1914-1916, у: Банат кроз векове, Београд 2010, 247-268.